# Estery kyseliny chromové
Estery kyseliny chromové jsou organické sloučeniny obsahující atomy chromu (Cr) v oxidačním čísle +6 navázané na uhlíkové (C) atomy přes atomy kyslíku (O). Chrom má, jako v chromanech, na sebe navázáno několik atomů kyslíku, a díky vazbám Cr–O–C jsou strukturně podobné jiným esterům. Lze je připravit z několika chromových sloučenin, například oxidu chromového, chloridových komplexů chromu a vodných roztoků chromanů, a jsou náchylné k redukcím na chromičité sloučeniny.
Tyto estery jsou reaktivními meziprodukty Jonesových oxidací a mechanisticky podobných oxidací dichromanem či chlorochromanem pyridinia. Chromátové estery allylalkoholů se mohou izomerizovat [3,3]-sigmatropními přesmyky za vzniku enonů.
K izolovatelným chromátovým esterům patří di-terc-butylchromát, ((CH3)3CO)2CrO2.